# جون هاليداي
جون هاليداي (4 يوليو 1915 في المملكة المتحدة - 3 ديسمبر 1945 في فرنسا) (بالإنجليزية: John Halliday)‏ هو لاعب كريكت بريطاني (وحمل سابقاً جنسية المملكة المتحدة لبريطانيا العظمى وأيرلندا). لعب مع المقاطعات الوطنية للكريكيت الإنجليزي والويلزي ‏ وOxfordshire County Cricket Club ‏ ونادي الكريكت في جامعة أكسفورد ‏.

## وصلات خارجية
- جون هاليداي على موقع إي آس بي آن كريك إنفو (الإنجليزية)